# Brignoles (quận)
Quận Brignoles là một quận của Pháp, nằm ở tỉnh Var, ở Provence-Alpes-Côte d'Azur. Quận này có 9 tổng và 61 xã.

## Các đơn vị hành chính

### Các tổng
Các tổng của quận Brignoles là: 
1. Aups
2. Barjols
3. Besse-sur-Issole
4. Brignoles
5. Cotignac
6. Rians
7. La Roquebrussanne
8. Saint-Maximin-la-Sainte-Baume
9. Tavernes

### Các xã
Các xã của quận Brignoles, và mã INSEE là: 
| 1. Aiguines (83002)                     | 2. Artignosc-sur-Verdon (83005)      | 3. Artigues (83006)                       | 4. Aups (83007)                      |
| 5. Barjols (83012)                      | 6. Baudinard-sur-Verdon (83014)      | 7. Bauduen (83015)                        | 8. Besse-sur-Issole (83018)          |
| 9. Bras (83021)                         | 10. Brignoles (83023)                | 11. Brue-Auriac (83025)                   | 12. Cabasse (83026)                  |
| 13. Camps-la-Source (83030)             | 14. Carcès (83032)                   | 15. Châteauvert (83039)                   | 16. Correns (83045)                  |
| 17. Cotignac (83046)                    | 18. Entrecasteaux (83051)            | 19. Esparron (83052)                      | 20. Flassans-sur-Issole (83057)      |
| 21. Forcalqueiret (83059)               | 22. Fox-Amphoux (83060)              | 23. Garéoult (83064)                      | 24. Ginasservis (83066)              |
| 25. Gonfaron (83067)                    | 26. La Celle (83037)                 | 27. La Roquebrussanne (83108)             | 28. La Verdière (83146)              |
| 29. Le Val (83143)                      | 30. Les Salles-sur-Verdon (83122)    | 31. Mazaugues (83076)                     | 32. Moissac-Bellevue (83078)         |
| 33. Montfort-sur-Argens (83083)         | 34. Montmeyan (83084)                | 35. Méounes-lès-Montrieux (83077)         | 36. Nans-les-Pins (83087)            |
| 37. Néoules (83088)                     | 38. Ollières (83089)                 | 39. Pignans (83092)                       | 40. Plan-d'Aups-Sainte-Baume (83093) |
| 41. Pontevès (83095)                    | 42. Pourcieux (83096)                | 43. Pourrières (83097)                    | 44. Rians (83104)                    |
| 45. Rocbaron (83106)                    | 46. Rougiers (83110)                 | 47. Régusse (83102)                       | 48. Saint-Antonin-du-Var (83154)     |
| 49. Saint-Julien (83113)                | 50. Saint-Martin (83114)             | 51. Saint-Maximin-la-Sainte-Baume (83116) | 52. Saint-Zacharie (83120)           |
| 53. Sainte-Anastasie-sur-Issole (83111) | 54. Seillons-Source-d'Argens (83125) | 55. Sillans-la-Cascade (83128)            | 56. Tavernes (83135)                 |
| 57. Tourves (83140)                     | 58. Varages (83145)                  | 59. Vinon-sur-Verdon (83150)              | 60. Vins-sur-Caramy (83151)          |
| 61. Vérignon (83147)                    |                                      |                                           |                                      |